# 米倉弘昌
米倉 弘昌（よねくら ひろまさ、1937年3月31日 - 2018年11月16日）は、日本の実業家。位階は正三位。
学位は経済学修士（デューク大学・1965年）。住友化学株式会社相談役、一般社団法人日本経済団体連合会名誉会長、経済産業省産業構造審議会会長、住友化学工業株式会社（現住友化学株式会社）代表取締役社長・会長、社団法人日本経済団体連合会副会長、石油化学工業協会会長、社団法人日本化学工業協会会長、一般社団法人日本経済団体連合会会長（第3代）などを歴任した。

## 来歴

### 生い立ち
1937年3月31日、兵庫県神戸市長田区に生まれる。1956年4月に東京大学法学部入学、1960年3月、東京大学法学部卒業後、住友化学工業(現住友化学)に入社する。1965年、米国のデューク大学大学院経済学専攻修士課程修了、経済学修士。

### 住友化学
住友化学工業取締役、常務取締役、専務取締役を経て、住友化学工業代表取締役社長に就任。2004年、住友化学工業を住友化学に社名変更。住友化学時代に社長としてサウジアラビアでの巨大石油化学コンビナート、ペトロラービグ・プロジェクトへの参画を主導した。また、製薬事業等の強化を図り、同社の収益基盤の強化に努めた。2009年、住友化学代表取締役会長に就任する。2012年1億1300万円の役員報酬を、2013年1億2200万円の役員報酬を、2014年1億3300万円の役員報酬を受ける。

### 経団連
2010年1月27日に日本経団連より3代目会長に内定したことが発表された。“現職の副会長職にある者ではない”、“出身母体である住友化学が（従前の会長輩出企業と比べて）小規模な会社である”、“財閥系企業の出身である”、“高齢である”等の理由から異例の人事として報道された。
東大時代から交流を続けているという亀井静香は、「国際派で、立派な経済人だから期待している。御手洗（前の会長）さんが主導してきた経団連のあり方をそのままやるとは思わない」と述べ、「米倉カラー」の発揮に期待を示した。同年5月27日、会長に就任。その後、2期4年の任期を務め、2014年6月3日に退任。

### 死去
2018年11月16日11時55分、肺炎のため千葉県内の病院で死去。81歳没。同月21日に住友化学より発表された。日本国政府は没日付をもって正三位に叙した。

## 発言
法人税減税に関して
経団連の会長就任時から消費税増税、法人税減税を強く主張した。
尖閣諸島中国漁船衝突事件
2010年11月8日に定例記者会見で、日本が実効支配する尖閣諸島領海で海上保安庁の巡視艇が中国の漁船に衝突されたビデオ映像がインターネット上に流出した問題について「日中関係の沈静化の流れに逆行する。政府が言うように公務員法違反であり、よく追及すべきだ」と発言。また「領土問題について両国とも強い主張を持っており、それを認識した上でお互いに努力しながら隣人として仲良くしようという姿勢を貫いてきた。衝突事件がどうして起きたかの議論は既に済んだと思っており、追及すべきではない」と発言した。
首相問責決議に関して
2012年9月10日　自民党代表選挙出馬を断念した谷垣禎一については、自民党が野田佳彦首相への問責決議に賛成したことを挙げ、「参議院を政局化したことに国民の厳しい批判が向けられた。それ以上の印象はない。」と評した。野田首相については、自民党政権時には踏み込めなかった社会保障と税の一体改革へ一歩踏み出したと評価し、野田が民主党代表選挙で再選されることが望ましいとの見解を示した。
福島第一原子力発電所事故
2011年3月11日に発生した福島第一原子力発電所事故について、「1000年に1度の津波に耐えているのは素晴らしいこと。原子力行政はもっと胸を張るべきだ」と述べ、国と東京電力を擁護した。また、「東電は（大型の地震と津波による）被災者の側面もあり、政府が東電を加害者扱いばかりするのはいかがか」と指摘。東電への責務を求めず、早々と免責を訴えた。
浜岡原発停止要請に関して
2011年5月9日の記者会見で、菅首相の浜岡原子力発電所の停止要請について「結論だけがぽろっと出てきて、思考の過程が全くブラックボックスになっている」と述べ、「民主党政権は透明性というが、どういうことか政治の態度を疑う」と民主党政権を厳しく批判した。
電力会社の発送電分離について
2011年5月23日の記者会見で、福島第一原子力発電所事故を契機としたエネルギー政策の見直しで、菅直人首相が今月、電力会社の事業形態を発電と送電に分ける「発送電分離」の議論が必要と発言したことについて、「動機が（原発事故の）賠償問題にからみ不純だと思う」と指摘した。
菅直人前首相について
2011年11月29日の記者会見で、民主党新代表に選ばれた野田財務相と菅首相の違いについて聞かれ、「首から上の質が違う」と、関係が冷え切っていた菅首相への「最後の皮肉」と、野田の能力に強い期待感を示した。当時の現役首相を誹謗中傷したことについては、日経記者からも見識を疑う声があがっている。
TPPへの参加について
日本経団連会長就任時の記者会見で、TPPへの参加が必要と強く発言している。民主党政権に対しても、TPPへの参加実現を要望している。
尖閣諸島をめぐる日中関係の悪化について
2012年10月9日、定例会見において2012年の中国における反日活動について「経済界として困惑している。日本サイドの行動で引き起こされたことは非常に遺憾だ」と批判した。

## 家族
祖父と父は神戸でゴム製品工場を経営していた。祖父の弟は同社専務取締役として釜山の支店・工場を管理したのち、朝鮮総督府の意向で設立された三和護謨の初代社長。釜山近辺のゴム製品会社約10社を連合した、朝鮮半島最大のゴム製品会社だった。
- 米倉清次郎（祖父） - 丸大護謨工業（株）社長
- 米倉清三郎（祖父の弟） - 丸大護謨工業（株）専務、三和護謨（株）社長、東亜綿業（株）社長、釜山窯業（株）社長

## 略歴
- 1937年 - 兵庫県神戸市長田区生まれ
- 1960年 - 東京大学法学部卒業

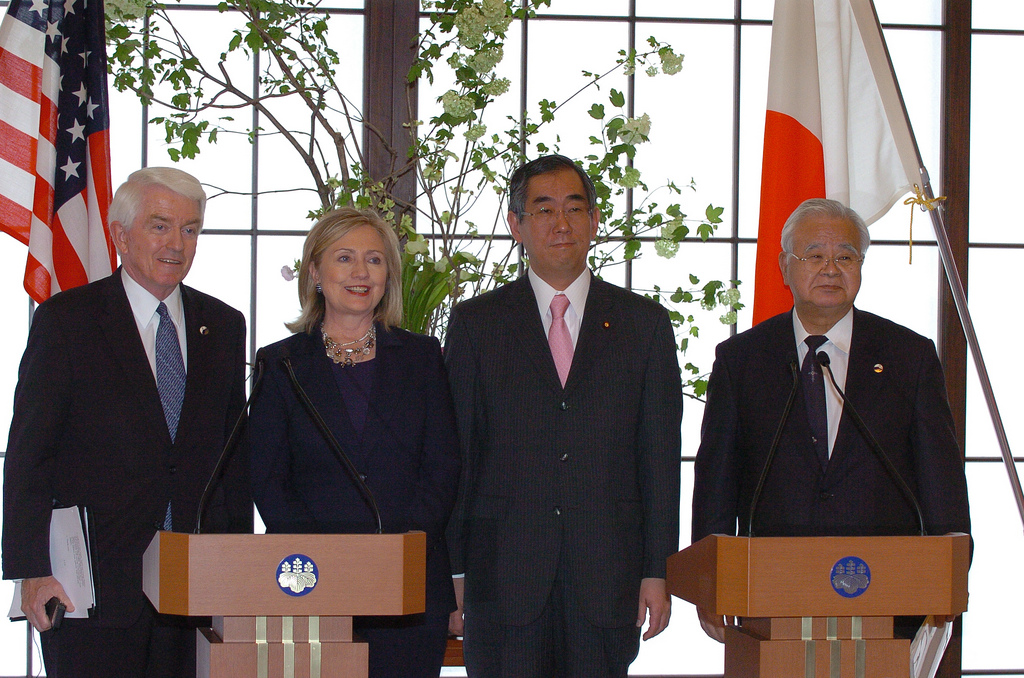
2011年4月17日、全米商工会議所会頭トム・ドナヒュー（左から1人目）、アメリカ合衆国国務長官ヒラリー・クリントン（左から2人目）、外務大臣松本剛明（右から2人目）と

- 1960年 - 住友化学工業（現在の住友化学）入社
- 1965年 - デューク大学大学院経済学専攻修了
- 1983年 - 同社外国部長
- 1986年 - 同社経営企画室部長
- 1991年 - 同社取締役 有機事業部長
- 1992年 - 同社取締役 基礎化学品管理室長
- 1994年 - 同社支配人
- 1995年 - 同社常務取締役
- 1998年 - 同社代表取締役 専務取締役
- 2000年 - 日本シンガポール石油化学㈱代表取締役社長
- 2000年 - 住友化学工業取締役 社長
- 2003年 - 同社代表取締役社長 社長執行役員
- 2004年 - 日本経済団体連合会副会長
- 2004年 - 住友化学㈱に社名変更
- 2004年 - AOCホールディングス㈱取締役
- 2008年 - 日本経済団体連合会 評議員会議長
- 2009年 - 住友化学代表取締役 会長（-2014）
- 2010年 - 日本経済団体連合会会長（-2014）
- 2014年 - 住友化学代表取締役 CEO（-2014）
- 2014年 - 同社相談役
- 2018年11月16日 - 死去、叙・正三位

## 勲章
- 2003年12月　銀塔産業勲章(大韓民国)受章[17]
- 2006年12月　パブリック・サービス・スター章(シンガポール共和国)受章
- 2013年3月　文民功労勲章大十字章(スペイン)受章[18]
- 2015年 - 春の叙勲で旭日大綬章受章[19]

## 称号
- 中日友好使者称号 2012年5月
- 大連市名誉市民称号 2012年9月
- 北京大学名誉博士号 2014年7月
- 城西大学名誉博士号 2015年10月[20]